# 竞争 (生物学)

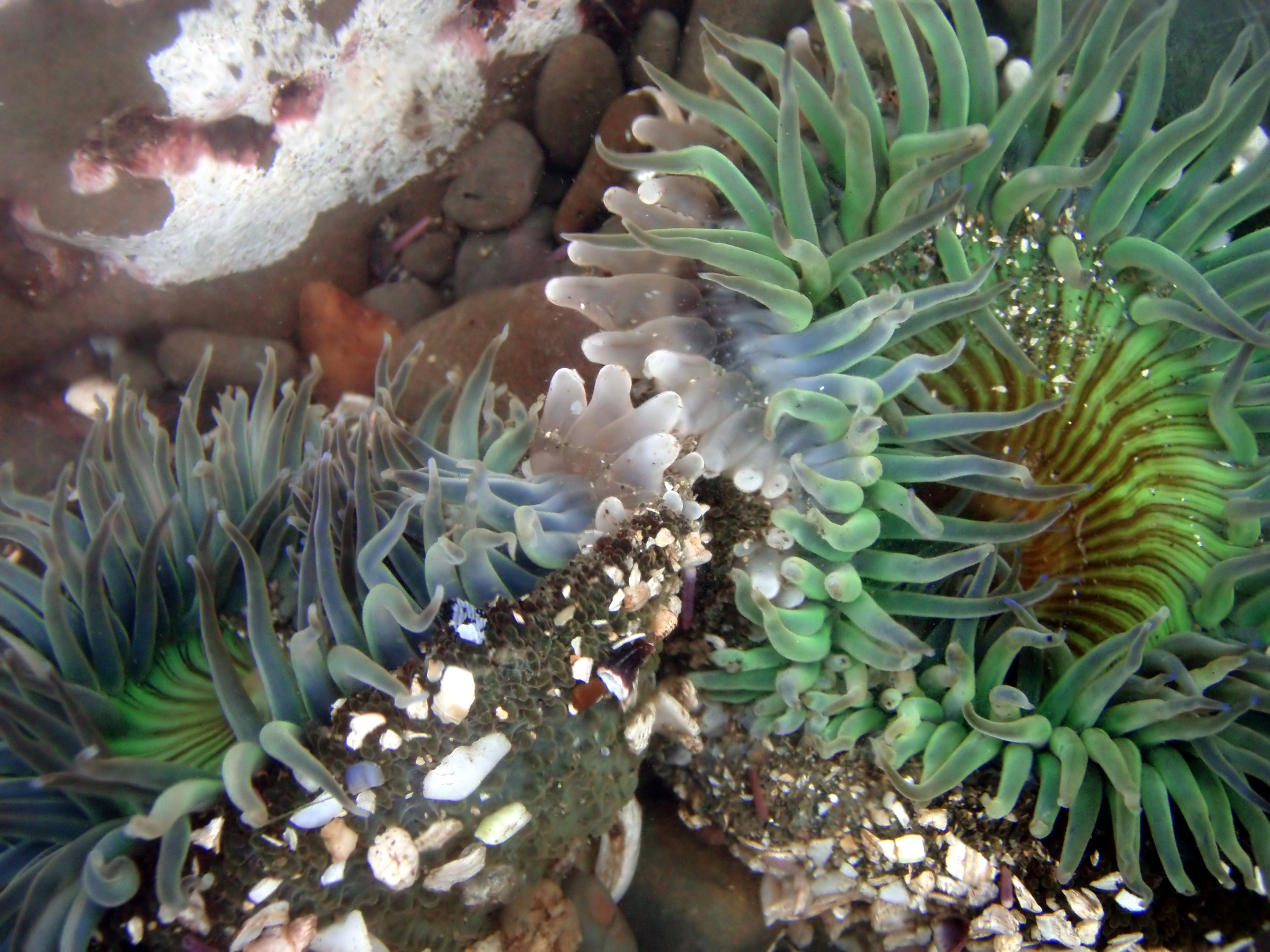
海葵在潮池中的地盘竞争

竞争是生物或物种之间的一种关系，在竞争中，生物或物种都会受到伤害。如果至少有一种资源（例如食物、水或地盘），双方都要使用，而其供给又是有限的，就会成为竞争要素。物种内部的竞争和物种之间的竞争，都是生态学，尤其是群集生态学的重要话题。许多相互作用的生物和非生物因子都会影响群集结构，而竞争就是其中之一。同一物种内不同成员之间的竞争称为种内竞争，而不同物种的个体之间的竞争则称为种间竞争。竞争并不总是直截了当的，既可能直接发生，也可能间接发生。
根据竞争排他原则，竞争资源失败的物种要么去适应，要么灭绝，尽管在自然生态系统中很少发现竞争排他现象。根据进化理论，这种对资源的竞争，不管是种内的还是种间的，在自然选择中都很重要。然而，与大规模的演化支间的扩张相比，竞争可能只扮演了次要角色；这被称为“房间漫步”（Room to Roam）假说。

## 按机制区分
竞争可以通过不同的机制发生，一般可分为直接的和间接的。这些机制既适用于种内竞争，也适用于种间竞争。生物学家通常都承认有两种竞争：干扰竞争和剥削竞争。在干扰竞争中，生物体通过争夺稀缺资源直接交互。例如，大蚜虫为了捍卫窄叶杨树叶上的取食地点，会将较小的蚜虫从较好的地点喷出。相反，在剥削竞争中，生物体通过消耗稀缺资源而进行间接交互。例如，植物通过根的吸收来消耗氮，从而使附近的植物得不到氮。有些植物会产生很多根，这通常会将土壤中的氮含量降到非常低的水平，最终杀死邻近的植物。

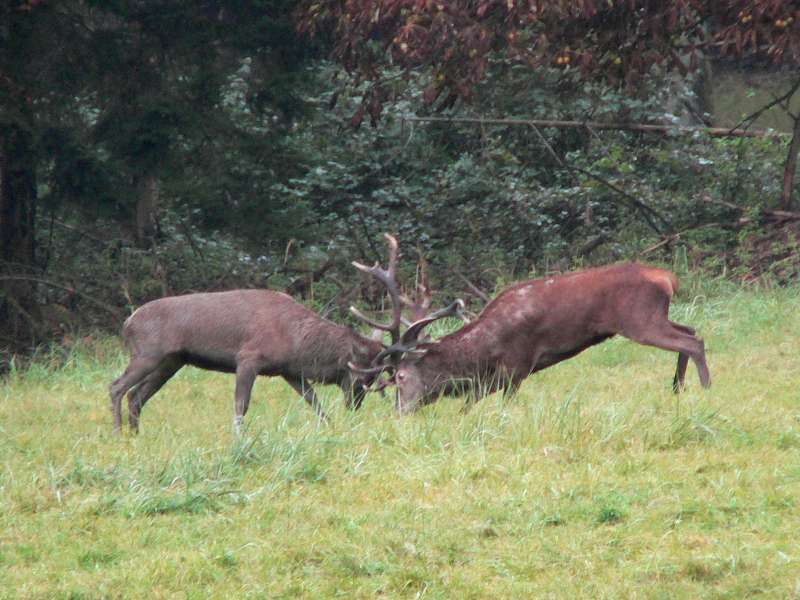
欧洲马鹿的雄性之间在发情期的竞争，就是同一物种之内干扰竞争的一个例子。

### 干扰竞争
干扰竞争，通过侵略等行为直接发生在个体之间，比如个体干扰其它个体觅食、生存、繁殖，或者直接阻止它们建立领地。有一个例子发生在Novomessor cockerelli蚁和红收割蚁之间，前者用小石子堵塞后者的洞口以干扰其觅食能力。

### 剥削竞争
剥削竞争间接地发生在两个物种之间，这两个物种需要竞争一种共同的有限资源。例如，对资源的使用，使得另一方没有足够的资源可用，或者他们竞争空间。

### 表面竞争
表面竞争间接地出现在被同一种捕食者捕食的两个物种之间。比如，物种A和物种B都是捕食者C的猎物。物种A的增加可能会导致物种B的减少，因为A的增加可能有利于捕食者C的生存，从而增加捕食者C的数量，这反过来将会捕食更多的物种B。

## 按体型大小区分
竞争各种各样，从完全同等竞争（所有个体不论大小都能获得同样多的资源）和完全体型竞争（所有个体在单位生物量上都能获得同样多的资源）到绝对的体型差异竞争（最大的个体获得所有可用的资源）。体型差异的程度对生态群落的结构和多样性具有重要影响，例如在植物群落中，与对土壤资源的竞争相比，体型差异对光的竞争在多样性方面具有更大的影响。

## 按物种关系区分
竞争可能发生在同物种的个体之间，称为种内竞争，也可能发生在不同物种之间，称为种间竞争。研究表明，种内竞争可以调节种群数量动态（种群数量随时间的变化）。出现这种情况是因为，当种群数量增长时，个体就变得拥挤。因为同一种群中的个体所需要的资源都是相同的，因此拥挤会导致资源变得更加有限。有些个体（通常是幼小的）最终因不能获得足够的资源而死亡或无法繁殖。这就降低了种群数量，减缓了其增长。
物种也会与其它有相同资源需求的物种交互。因此，种间竞争也可以同时改变许多物种的种群数量。实验表明，当物种在争夺有限的资源时，一个物种最终会导致其它物种的灭绝。这些实验表明，相互竞争的物种无法共存（它们无法共同生活在同一区域），因为最强的的竞争者将会排除其它所有的竞争物种。

### 种内竞争
种内竞争是指，在一个生态系统中，同一物种的不同成员之间竞争同一自然资源。

### 种间竞争
种间竞争可能会出现在两个分属不同物种的个体之间，它们需要在同一片区域内分享有限的资源。如果资源不能同时支撑这两个物种，那么就可能导致至少一个物种降低繁殖力、生长或存活。种间竞争有可能改变种群数量、动物社会和相互作用物种的进化。动物中的一个例子发生在猎豹和狮子之间；由于这两个物种的捕食的猎物很相似，它们都会因对方的存在而受到负面影响，因为它们能得到的食物更少了。但是它们仍坚持在一起，尽管根据预测，在竞争中一方会取代另一方。事实上，狮子有时候会偷走被猎豹猎杀的动物。潜在的竞争者也会互相残杀，即所谓的内部捕食。例如在南加州，郊狼经常会捕食灰狐狸和山猫，而这三种食肉动物的猎物是同样的一些小型哺乳动物。
原生动物中的一个例子涉及到奥里利亚草履虫和大草履虫。俄罗斯生态学家格奥尔基·高斯研究了这两种草履虫之间的竞争，及其共存的结果。高斯通过观察它们不同的生态位在发生重叠时所产生的竞争，研究并提出了竞争排除原则。
在个体、种群和物种之间都已经观察到竞争现象，但却鲜有证据表明，竞争是大群体进化的驱动力。例如，哺乳动物与爬行动物共同生存了数百万年，但是却无法获得竞争优势，直到恐龙在白垩纪－第三纪灭绝事件中被灭绝。

## 进化策略
对进化理论来说，竞争与r/K选择理论的概念有关，该理论涉及到性状的选择，而这些性状有利于在特定的环境中生存。该理论来源于生态学家罗伯特·麦克阿瑟和爱德华·威尔森在岛屿生物地理学方面的工作。
在r/K选择理论中，假设选择压力会使进化发生在“r选择”或“K选择”这两个死板的方向之一。术语r和K均来自标准生态代数，如在种群动态简单的费尔许斯特方程（Verhulst equation）中描述的：
{\displaystyle {\frac {dN}{dt}}=rN\left(1-{\frac {N}{K}}\right)\qquad \!}
这里，r是人口N的增长率，K是其当地环境设置的环境承载力。通常，r选择的物种利用空旷的生态位，并繁殖很多子孙，但他们能存活到成年的概率相对较低。相比之下，K选择的物种则是在拥挤的生态位中强有力的竞争对手，而对少得多的子孙给予更多投资，因此每一个子孙存活到成年的概率也就相对更高。

## 竞争排除原则

1：一种体型较小的鸟（黄色）占据着整棵树。
2：一种较大的鸟（红色）来竞争资源。
3：红鸟占据了树的中部以获得更丰富的资源。而黄鸟则适应了新的生态位，以避免竞争。

为解释物种如何共存，1934年格奥尔基·高斯提出了竞争排除原则，也叫高斯原则：物种如果具有相同的生态位，就无法共存。“生态位”一词是指一个物种对生存和繁殖的需求。这些需求包括资源（如粮食）和适当的栖息地条件（如温度或酸碱度）。高斯的理由是，如果两个物种具有相同的生态位（需要相同的资源和栖息地），它们将居住在完全相同的区域，并争取完全相同的资源。如果发生这样的事情，竞争力更强的物种就会将其竞争对手永远排除在该区域之外。因此，物种的生态位至少要有些许不同，这样才能共存。

## 角色偏移

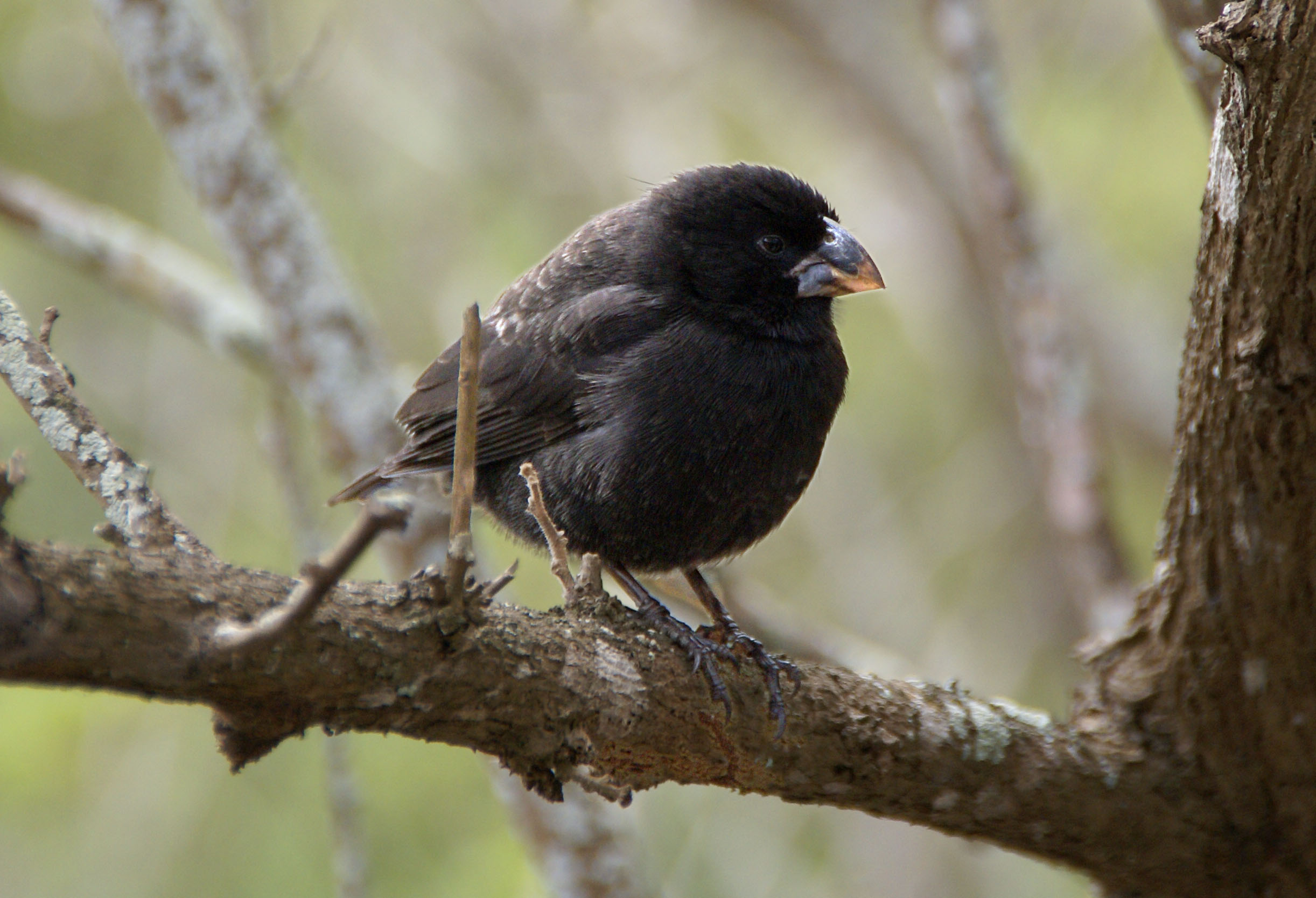
科隆群岛的圣克鲁斯岛上的中型地面雀

竞争可以导致物种进化出不同的特征。这是因为，如果两个物种具有相似的特征，那它们的个体之间必然会经历强烈的种间竞争，这些个体的繁殖和生存机会就更小。（相比之下，如果与竞争对手的差异较大，则更有利于繁殖和生存。）因此，它们也不会对下一代贡献很多子孙。例如，在科隆群岛，独居和群居的达尔文雀都可以找到。当它们栖息的岛上只有其中一个物种时，这两个物种的种群实际上都会有更多个体拥有中等大小的喙。然而，当这两个物种共同存在于同一个岛上时，两个物种中具有中等大小喙的个体之间竞争异常激烈，因为它们都需要中等大小的种子。因此，在这些岛屿上，拥有大喙与小喙的个体，与拥有中等大小喙的的个体相比，具有更大的存活和繁殖机会。如果不同的雀种拥有不同的特征——例如喙的尺寸，它们就能专注于特定的资源而能够共存。当中型地面雀和小型地面雀都存在于同一个岛上，小型地面雀倾向于进化出小喙，而中型地面雀则倾向于进化出大喙。当竞争物种生活在同一区域时，比它们各自生活在不同区域时，特征更加不同，这种现象称为角色偏移。这两个雀种，喙的尺寸发生了偏移：一个物种的喙变得更小，而另一个物种的喙变得更大。对角色偏移的研究很重要，因为它们提供了一项证据，证明竞争在自然界中确定生态和进化模式方面具有重要作用。